# Sistro
Sistro è il nome di due diversi strumenti musicali, il primo a suono indeterminato tipico delle civiltà del 3000 a.C. proveniente dall'Antico Egitto e sacro alla dea Iside, la quale è mitologicamente ritenuta inventrice dello strumento. Il sistro era sacro anche alla dea Hathor.

## Storia
È uno strumento in metallo, con una parte a forma di ferro di cavallo retta da un manico e attraversata da dei fori e alcune asticelle più larghe alle estremità in modo che non escano dai fori; in Mesopotamia poteva essere di forma trapezoidale o quadrata e presentava l'immagine della divinità raffigurata sul manico. Il suono viene prodotto scuotendo lo strumento. Il numero e lo spessore delle asticelle flottanti ne definisce e caratterizza l'altezza e l'intensità del suono, il quale resta comunque - come in molti altri analoghi strumenti a sonagli - indeterminato, e cioè senza una precisa connotazione tonale.
Si hanno notizie di sistri utilizzati in cerimonie già nel Vecchio Testamento della Bibbia e prima ancora nella civiltà egizia, dove era chiamato seshesh, nome di chiara origine onomatopeica, e da dove sembra sia stato poi esportato in Palestina e successivamente in Grecia.
Questo strumento compare anche nella poesia di Giovanni Pascoli L'assiuolo, nella poesia di Eugenio Montale Debole sistro al vento da Ossi di seppia, e nel racconto di H.P. Lovecraft Sotto le piramidi, scritto per conto di Harry Houdini. Il sistro appare anche nell'albo a fumetti L'angelo ribelle della serie Dampyr.

## Strumento moderno
Il sistro moderno è simile a quello antico, essendo composto da un manico che regge una struttura con delle bacchette parallele, ma queste ultime sono ferme e presentano file di campanelli fatti di bronzo o di acciaio. Il suono viene prodotto scuotendo lo strumento o percuotendolo con un martelletto che può essere di legno o di acciaio, a seconda del materiale dei campanelli.